# Palla de' Mozzi
Palla de' Mozzi è un'opera in tre atti di Gino Marinuzzi, su libretto di Giovacchino Forzano, La prima rappresentazione era al Teatro alla Scala, di Milano, il 5 aprile 1932.

## Rappresentazioni successive
L'opera conobbe un decennio di frequenti e importanti riprese dall'anno del suo debutto fino all'ultima rappresentazione conosciuta al Teatro dell'Opera di Roma nel 1942: fu eseguita in Italia a Palermo, Genova, Napoli, Trieste, Bologna, e fu rappresentata anche a Buenos Aires e Berlino. Eccezion fatta per le repliche napoletane, tutte le riprese furono dirette da Marinuzzi stesso.
Dopo un'oblio di ottant'anni, l'opera fu ripresa come spettacolo inaugurale della stagione lirica 2020 al Teatro Lirico di Cagliari.

## Primi interpreti
| Ruolo             | Registro vocale | Interprete                        |
| ----------------- | --------------- | --------------------------------- |
| Palla de' Mozzi   | baritono        | Benvenuto Franci                  |
| Signorello        | tenore          | Galliano Masini                   |
| Il Montelabro     | baritono        | Aristide Baracchi                 |
| Anna Bianca       | soprano         | Gilda Dalla Rizza                 |
| Il vescovo        | basso           | Andrea Mongelli                   |
| Nicolò            | basso           | Canuto Sabat                      |
| Giomo             | tenore          | Giuseppe Nessi                    |
| Spadaccia         | baritono        | Natale Villa                      |
| Il mancino        | tenore          | Emilio Venturini                  |
| Straccaguerra     | tenore          | Nello Palai                       |
| Il capo dei Lanzi | basso           | Carlo Walter                      |
| Due suore         | soprani         | Margherita Carosio, Mary Falliani |

## Trama
Palla de' Mozzi, capitano di ventura spietato e sanguinario nonché successore di Giovanni delle Bande Nere, conquista per la Repubblica di Siena il castello del Montelabro, e imprigiona il signore del castello con la figlia, Anna Bianca. Lasciando il castello Palla abbandona la ragazza alla mercé dei suoi capitani che se la disputano a dadi per decidere chi potrà violentarla. Suo figlio, Signorello, innamorato della ragazza, la ottiene per sé e, come pegno d'amore, libera suo padre e lo fa fuggire, salvandolo da morte certa.
Ritornato Palla, viene informato della condotta del figlio e del tradimento, e ne ordina la condanna a morte: di fronte alla ribellione dei suoi soldati che intercedono per la grazia di Signorello, ispirati da Anna Bianca stessa che esorta alla pietà dato che è il giorno di Pasqua, Palla de' Mozzi si suicida per la vergogna, lasciando al figlio il sogno di Giovanni delle Bande Nere di unificare l'Italia sotto un'unica bandiera.